# Ligne principale Kyūdai
La ligne principale Kyūdai (久大本線, Kyūdai-honsen) est une ligne ferroviaire du nord-est de l'île de Kyūshū au Japon. Elle relie la gare de Kurume dans la préfecture de Fukuoka à la gare d'Ōita dans la préfecture d'Ōita. La ligne est exploitée par la compagnie JR Kyushu.
La ligne est aussi appelée ligne Yufu Kōgen (ゆふ高原線).

## Histoire
A l'est, la section entre Ōita et Onoya est ouverte par le chemin de fer d'Oyu en 1915. La ligne est ensuite prolongée par étape à Amagase entre 1923 et 1933.
A l'ouest, la section Kurume et Chikugoyoshi ouvre en 1928. La jonction à Amagase se fait en 1934.

## Caractéristiques

### Ligne
- Longueur : 141,5 km
- Ecartement : 1 067 mm

### Liste des gares

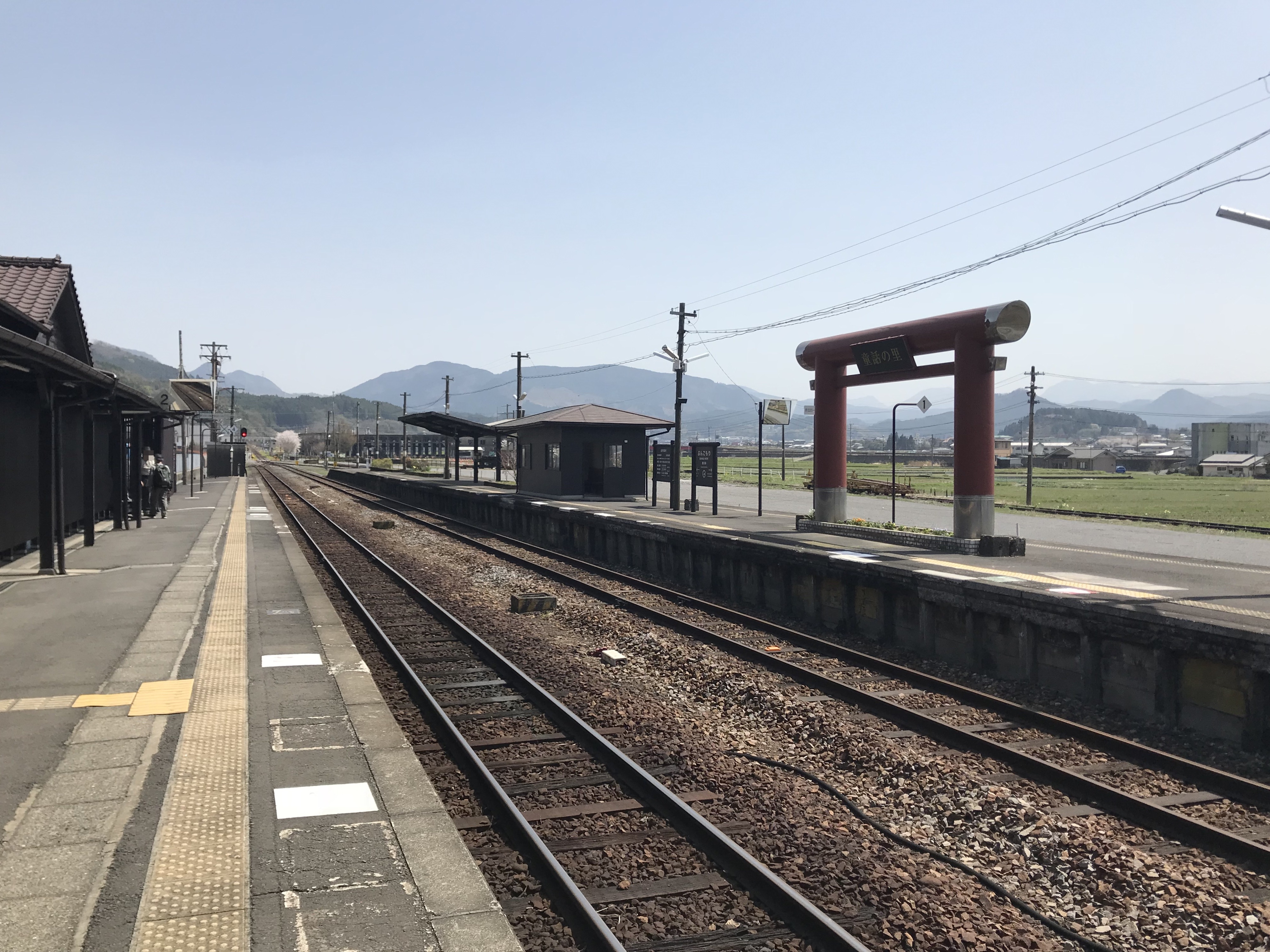
La ligne à Bungo-Mori

| Gare              | Nom japonais | Distance depuis Kurume (km) | Correspondances                                           | Localisation | Localisation          |
| ----------------- | ------------ | --------------------------- | --------------------------------------------------------- | ------------ | --------------------- |
| Kurume            | 久留米       | 0                           | JR Kyushu : Kyūshū Shinkansen, Kagoshima (interconnexion) | Kurume       | Préfecture de Fukuoka |
| Kurume-Kōkōmae    | 久留米高校前 | 3,4                         |                                                           | Kurume       | Préfecture de Fukuoka |
| Minami-Kurume     | 南久留米     | 4,9                         |                                                           | Kurume       | Préfecture de Fukuoka |
| Kurume-Daigakumae | 久留米大学前 | 6,8                         |                                                           | Kurume       | Préfecture de Fukuoka |
| Mii               | 御井         | 8,0                         |                                                           | Kurume       | Préfecture de Fukuoka |
| Zendōji           | 善導寺       | 12,6                        |                                                           | Kurume       | Préfecture de Fukuoka |
| Chikugo-Kusano    | 筑後草野     | 15,7                        |                                                           | Kurume       | Préfecture de Fukuoka |
| Tanushimaru       | 田主丸       | 20,8                        |                                                           | Kurume       | Préfecture de Fukuoka |
| Chikugo-Yoshii    | 筑後吉井     | 26,4                        |                                                           | Ukiha        | Préfecture de Fukuoka |
| Ukiha             | うきは       | 30,0                        |                                                           | Ukiha        | Préfecture de Fukuoka |
| Chikugo-Ōishi     | 筑後大石     | 33,0                        |                                                           | Ukiha        | Préfecture de Fukuoka |
| Yoake             | 夜明         | 39,1                        | JR Kyushu : Hitahikosan (services de bus)                 | Hita         | Préfecture d'Ōita     |
| Teruoka           | 光岡         | 45,2                        |                                                           | Hita         | Préfecture d'Ōita     |
| Hita              | 日田         | 47,6                        |                                                           | Hita         | Préfecture d'Ōita     |
| Bungo-Miyoshi     | 豊後三芳     | 49,4                        |                                                           | Hita         | Préfecture d'Ōita     |
| Bungo-Nakagawa    | 豊後中川     | 55,3                        |                                                           | Hita         | Préfecture d'Ōita     |
| Amagase           | 天ヶ瀬       | 59,5                        |                                                           | Hita         | Préfecture d'Ōita     |
| Sugikawachi       | 杉河内       | 63,6                        |                                                           | Hita         | Préfecture d'Ōita     |
| Kita-Yamada       | 北山田       | 67,8                        |                                                           | Kusu         | Préfecture d'Ōita     |
| Bungo-Mori        | 豊後森       | 73,2                        |                                                           | Kusu         | Préfecture d'Ōita     |
| Era               | 恵良         | 77,3                        |                                                           | Kokonoe      | Préfecture d'Ōita     |
| Hikiji            | 引治         | 80,7                        |                                                           | Kokonoe      | Préfecture d'Ōita     |
| Bungo-Nakamura    | 豊後中村     | 83,1                        |                                                           | Kokonoe      | Préfecture d'Ōita     |
| Noya              | 野矢         | 88,2                        |                                                           | Kokonoe      | Préfecture d'Ōita     |
| Yufuin            | 由布院       | 99,1                        |                                                           | Yufu         | Préfecture d'Ōita     |
| Minami-Yufu       | 南由布       | 102,5                       |                                                           | Yufu         | Préfecture d'Ōita     |
| Yunohira          | 湯平         | 109,6                       |                                                           | Yufu         | Préfecture d'Ōita     |
| Shōnai            | 庄内         | 114,5                       |                                                           | Yufu         | Préfecture d'Ōita     |
| Tenjinyama        | 天神山       | 118,1                       |                                                           | Yufu         | Préfecture d'Ōita     |
| Onoya             | 小野屋       | 119,6                       |                                                           | Yufu         | Préfecture d'Ōita     |
| Onigase           | 鬼瀬         | 124,6                       |                                                           | Yufu         | Préfecture d'Ōita     |
| Mukainoharu       | 向之原       | 127,7                       |                                                           | Yufu         | Préfecture d'Ōita     |
| Bungo-Kokubu      | 豊後国分     | 131,7                       |                                                           | Ōita         | Préfecture d'Ōita     |
| Kaku              | 賀来         | 133,9                       |                                                           | Ōita         | Préfecture d'Ōita     |
| Minami-Ōita       | 南大分       | 136,6                       |                                                           | Ōita         | Préfecture d'Ōita     |
| Furugō            | 古国府       | 138,9                       |                                                           | Ōita         | Préfecture d'Ōita     |
| Ōita              | 大分         | 141,5                       | JR Kyushu : Nippō, Hōhi                                   | Ōita         | Préfecture d'Ōita     |

## Matériel roulant

### Trains rapides et omnibus

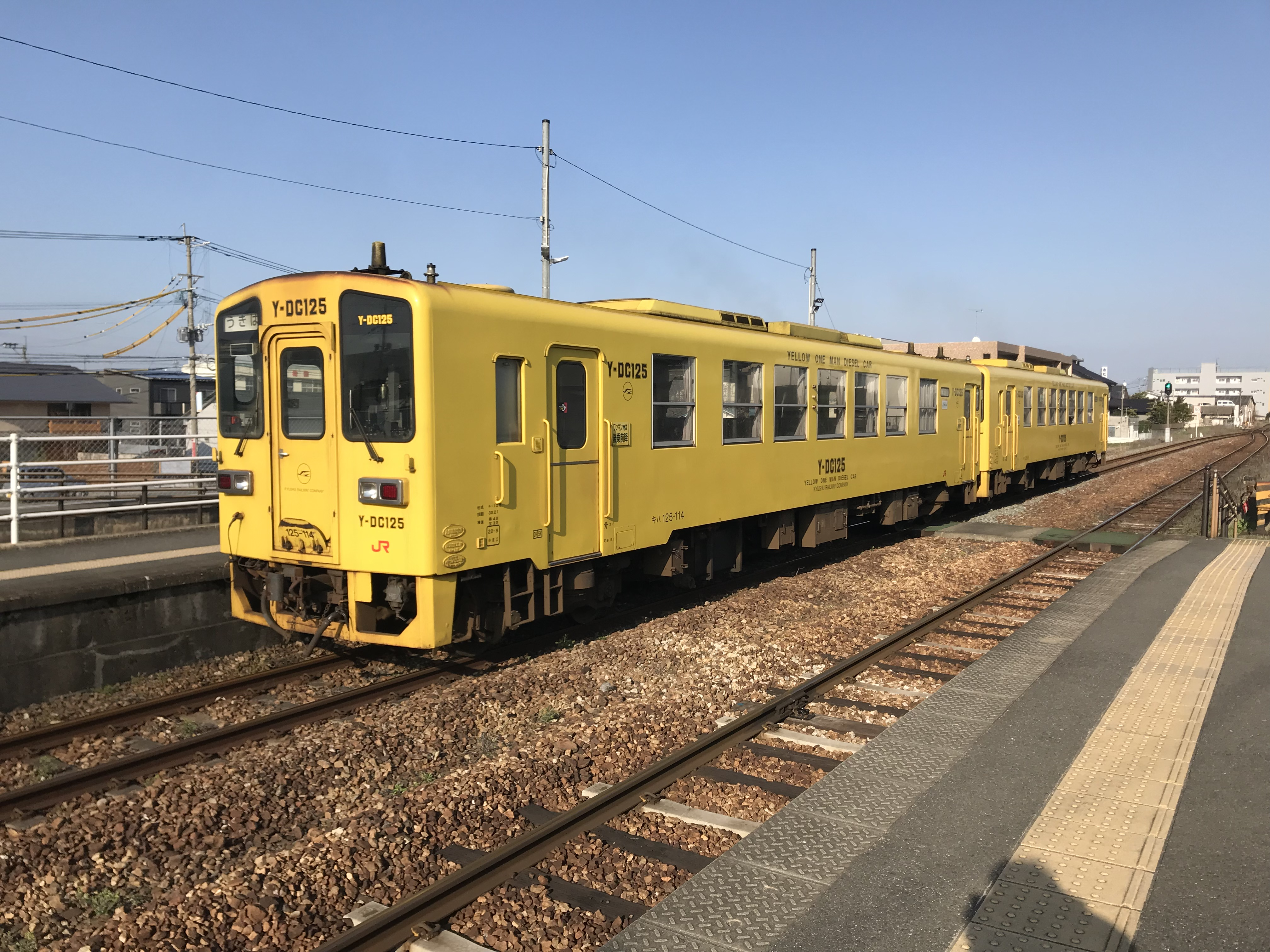
JR série KiHa 125
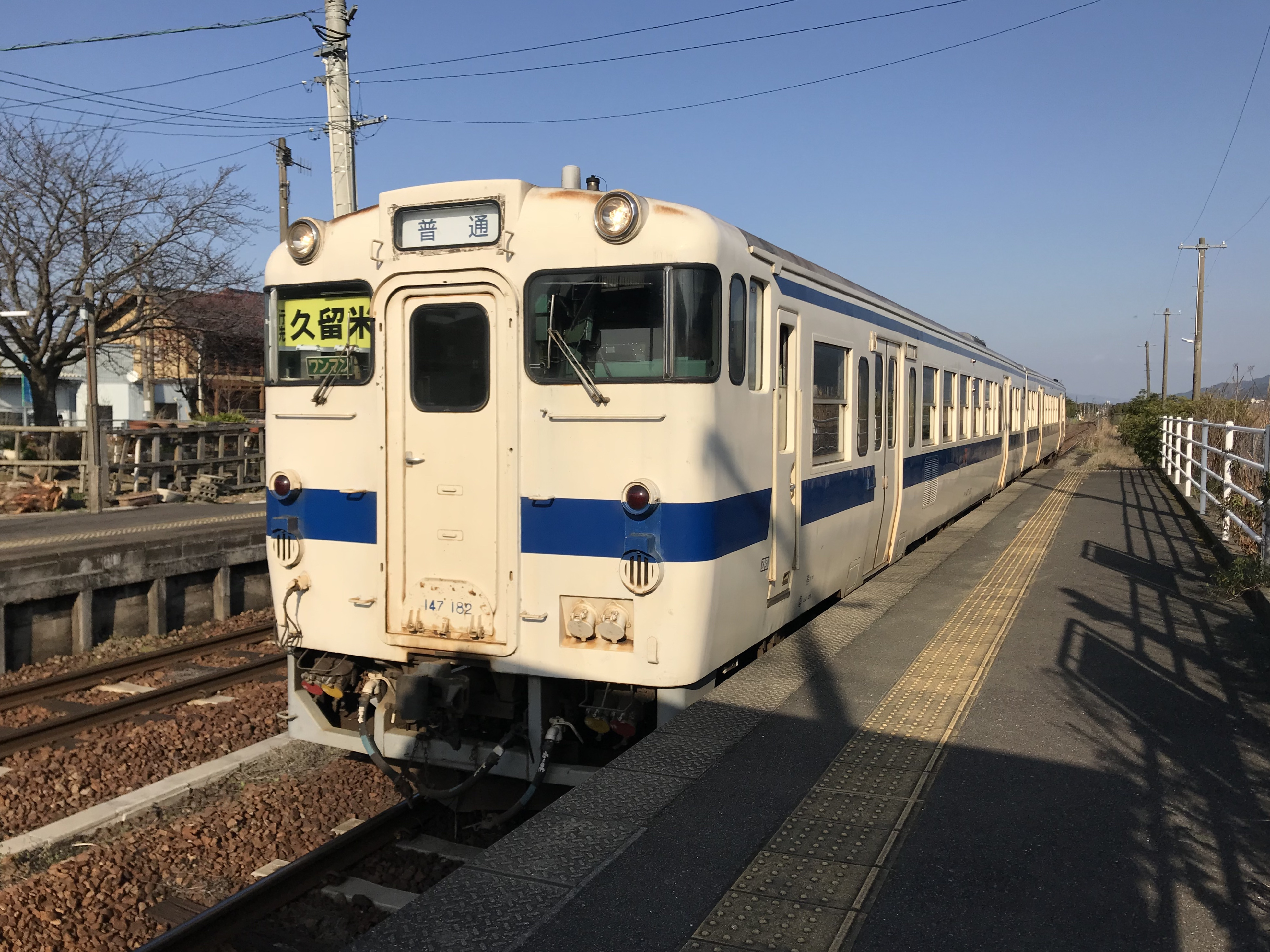
JR série KiHa 147
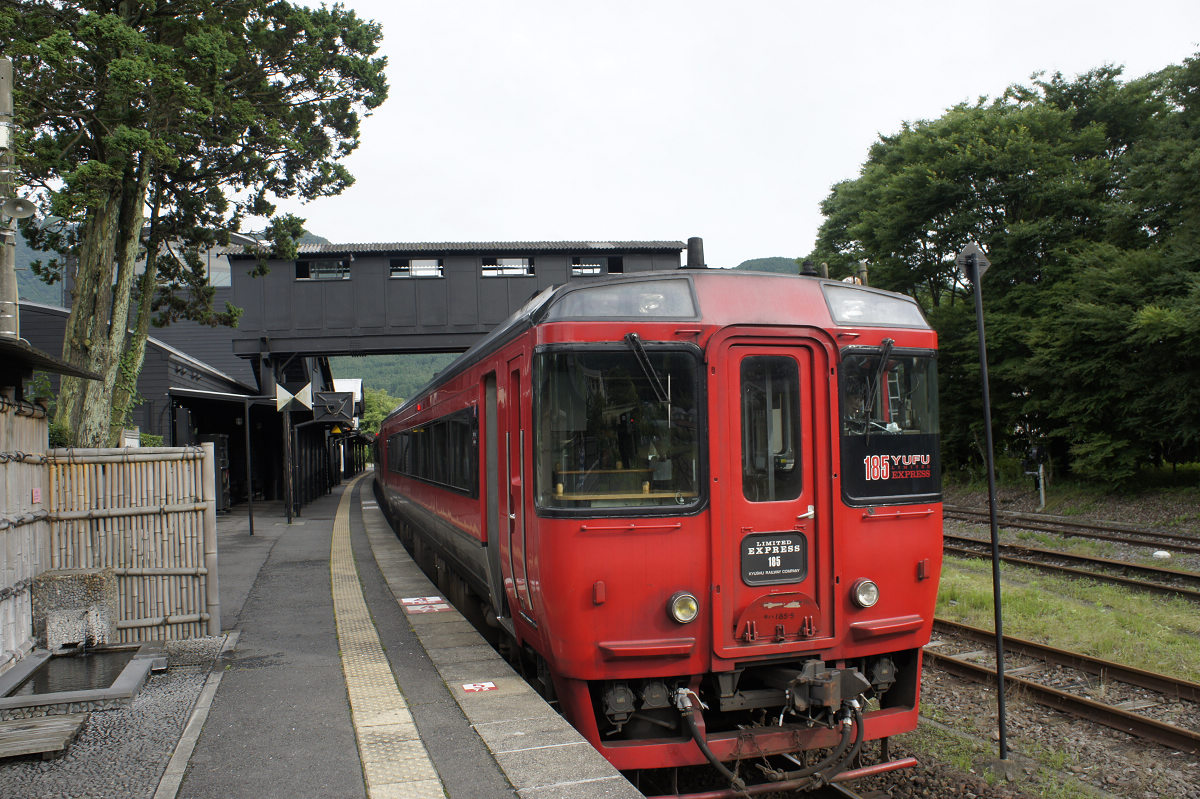
JR série KiHa 185 Yufu
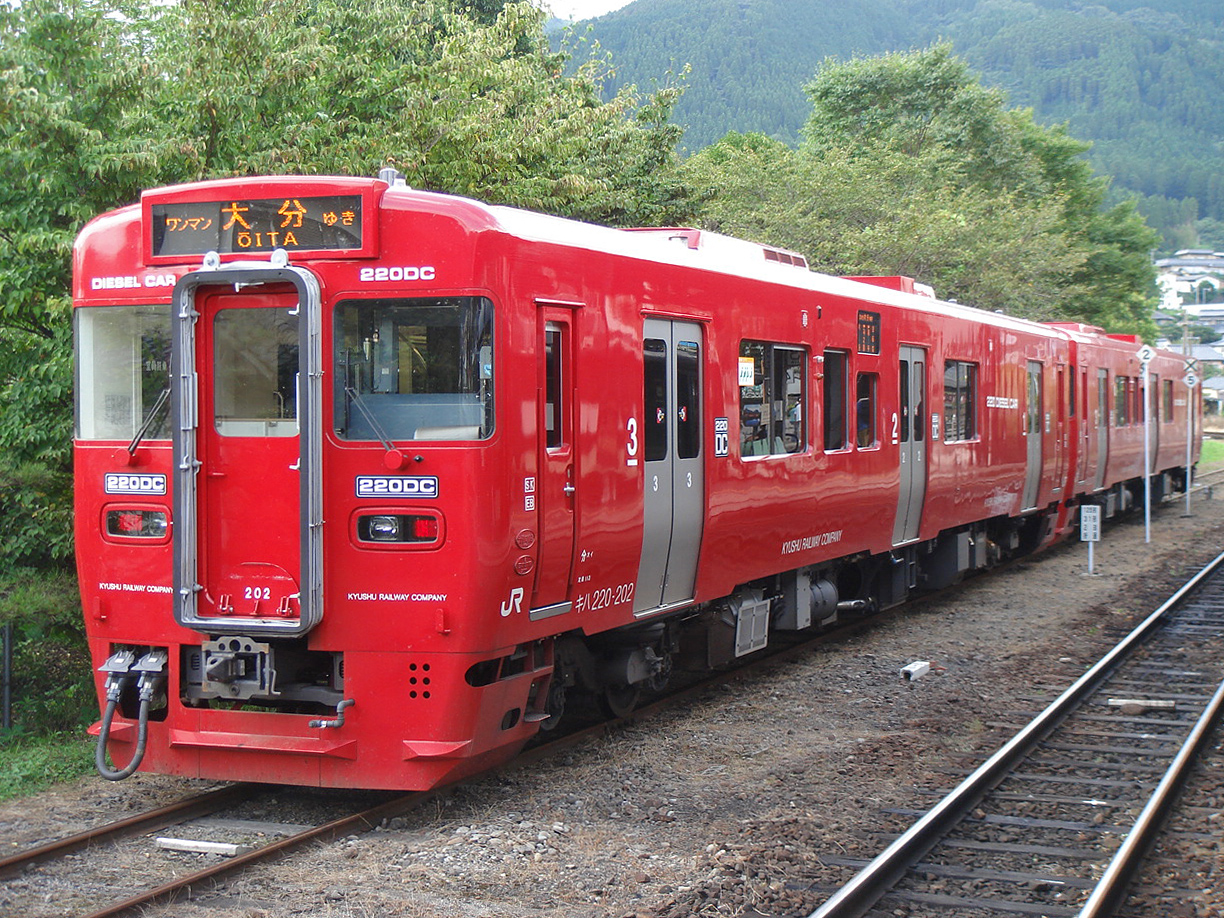
JR série KiHa 220

### Trains touristiques

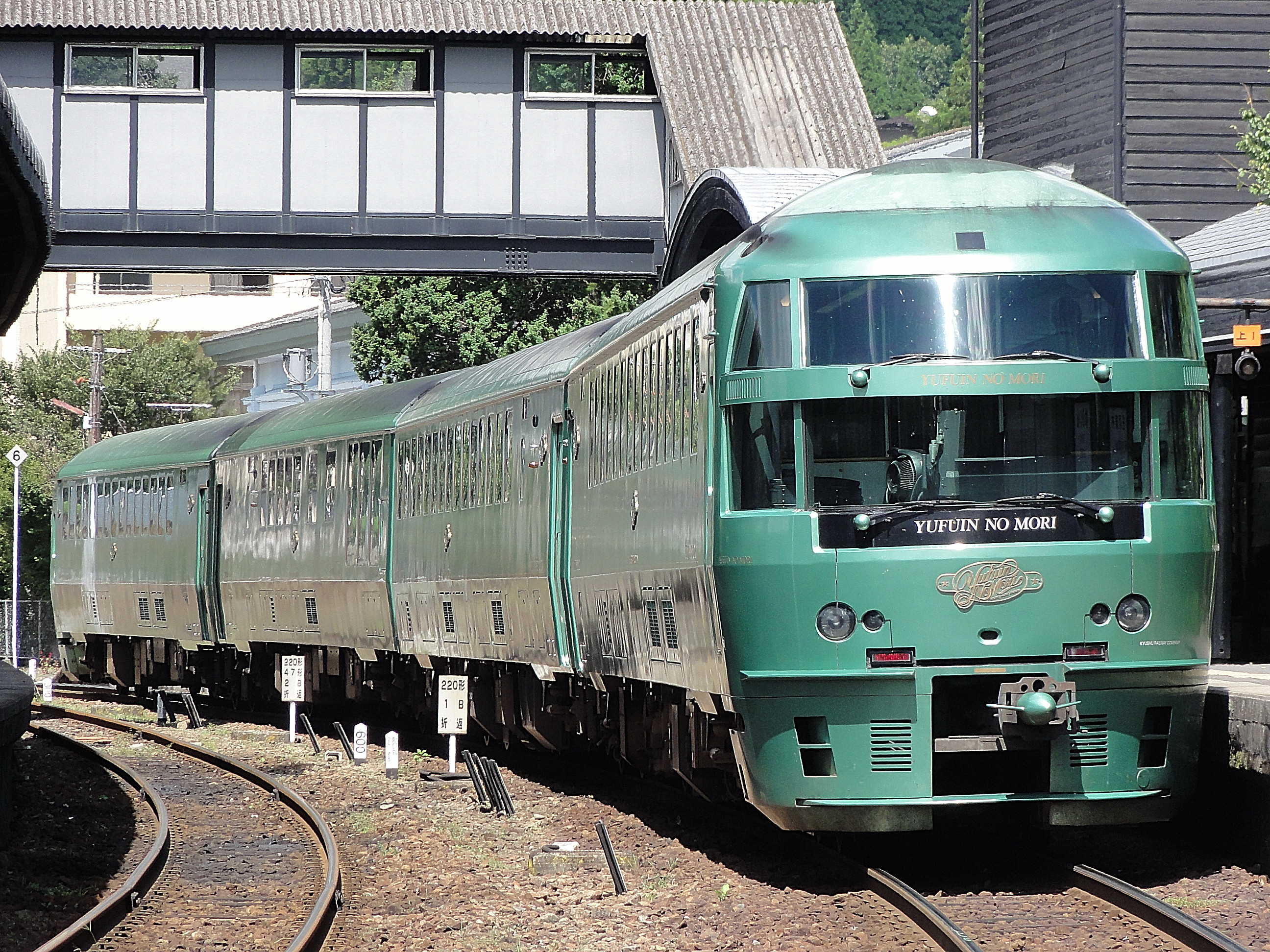
JR série KiHa 71/72 Yufuin no Mori
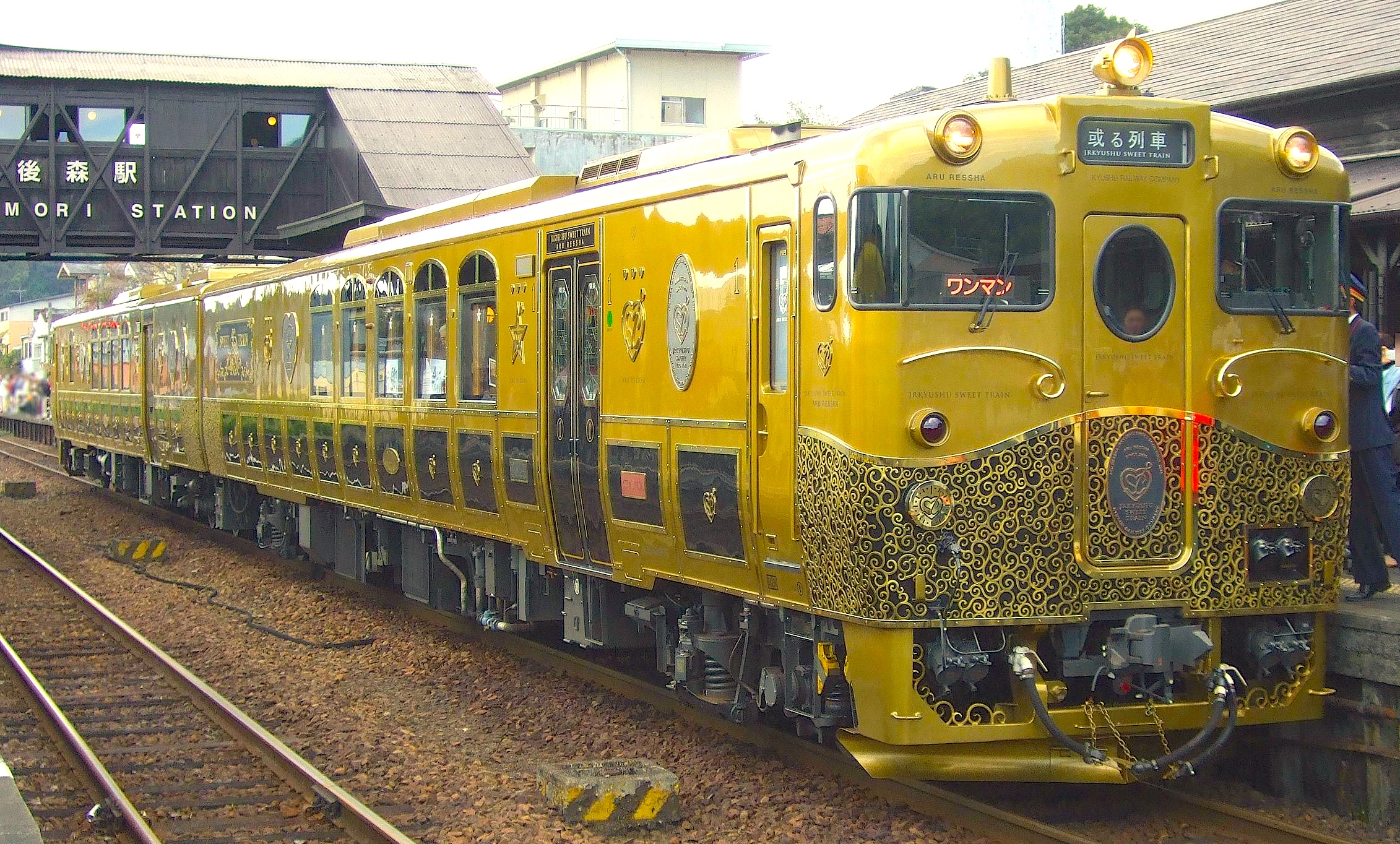
JR KiHa 47 Aru Ressha